# 楊在
楊在（？—1661年8月13日），字聞自，浙江餘姚人，明朝末年大臣，南明永历帝时任礼部侍郎，工文章，為马吉翔的女婿。

## 生平
永曆十二年（1658年），清军军临云南，十二月十三日晚上文安侯马吉翔同其弟马雄飞、女婿杨在秘密商议移跸事。反对永历帝跟随李定国入蜀，准备西迁，杨在默然无语。次年闰正月，永历帝、马吉翔等君臣西迁至缅甸。沐天波被缅甸国王宾德勒强迫光着脚向缅王称臣，礼部侍郎杨在、行人任国玺上疏劾奏沐天波失体辱国。永历十五年（1661年）五月廿三日，缅甸国王的弟弟莽白宫廷政变处死老国王宾德勒，七月十九日，沐天波、马吉翔、马雄飞、杨在等在咒水之难都死于缅甸人之手。